# Byurakn
Byurakn (in armeno Բյուրակն?) è un comune di 926 abitanti (2010) della Provincia di Shirak in Armenia.